# Phaenopsylla mustersi
Phaenopsylla mustersi är en loppart som beskrevs av Jordan 1944. Phaenopsylla mustersi ingår i släktet Phaenopsylla och familjen smågnagarloppor. Inga underarter finns listade i Catalogue of Life.